# پسته‌بیگ‌لو
پسته‌بیگ‌لو یکی از روستاهای استان آذربایجان شرقی است که در دهستان اوچ‌هاچا بخش مرکزی شهرستان اهر واقع شده‌است.این روستا ۲۰۸ نفر جمعیت دارد.